# Aage Krarup Nielsen
Aage Krarup Nielsen (Ørby, 30 juli 1891 – Kopenhagen, 29 januari 1972) was een Deense reiziger en schrijver van reisverhalen. 
Nielsen studeerde geneeskunde en was daarna geruime tijd scheepsarts. Daardoor kwam hij op veel plaatsen, wat hem deed besluiten van het reizen en het schrijven daarover zijn beroep te maken. Tussen 1921 tot 1958 schreef hij 25 boeken die gepubliceerd werden door de oude, gerenommeerde Kopenhaagse uitgever en boekhandel Gyldendal. Ze waren zeer succesvol en verschenen met de regelmaat van de klok in vele vertalingen. In Nederland werden enkele titels gepubliceerd door E.M. Querido in Amsterdam.

## Nederlandse vertalingen
- Door de tropen naar de Zuidelijke IJszee ter walvischvangst, 1922
- De halve wereld rond, 1926
- China. De draak ontwaakt, 1928
- Leven en avontuur van een oostinjevaarder op Bali, 1928 (over Mads Johansen Lange)
- In het land van kannibalen en paradijsvogels, 1930 (over Nederlands-Nieuw-Guinea)

- Biblioteca Nacional de España: XX1382028
- Gemeinsame Normdatei: 130214647
- International Standard Name Identifier: 0000 0001 1573 4021
- Library of Congress Control Number: nr97017730
- Nationale Bibliotheek van Israël: 987007264179905171
- Nederlandse Thesaurus van Auteursnamen: 067486088
- LIBRIS: 68476
- Système universitaire de documentation: 140171584
- Virtual International Authority File: 67567354
- WorldCat: E39PBJjMxDMCgBVKFBckYRJMT3